# Plastyka ud
Plastyka ud (lifting ud) – to zabieg chirurgiczny polegający na wymodelowaniu ud poprzez odessanie tkanki tłuszczowej i usunięciu nadmiaru skóry w tym obszarze.

## Kandydat do zabiegu
Zabieg ten przeznaczony jest głównie dla kobiet, które utraciły jędrność skóry w tej części nóg. Skóra straci jędrność ze względu na naturalne procesy starzenia oraz duże wahania masy ciała. Zabieg wskazany jest u osób,  po odessaniu tłuszczu z ud. Najlepszymi kandydatami są osoby o ustabilizowanej masie ciała, posiadające nadmierną wiotkość skóry w obrębie ud, osoby zdrowe psychiczne, wolne od nałogu tytoniowego i zamierzające prowadzić zdrowy tryb życia po zabiegu.

## Bezpieczeństwo zabiegu
Jak w przypadku każdej operacji chirurgicznej ingerencja w żywy organizm niesie ze sobą pewne niebezpieczeństwa. Do typowych zagrożeń, ze strony zabiegu chirurgicznego można zaliczyć: infekcję, nadmierne krwawienie, ból, długo utrzymujący się obrzęk, słabe gojenie lub rozchodzenie się rany i tworzenie się blizn przerostowych. Dodatkowo typowo w zabiegu plastyki ud nie można wykluczyć: asymetrycznego wyglądu ud po zabiegu, zakrzepicy żył, przebarwień skóry, martwicy tkanki tłuszczowej i drętwienia operowanej okolicy.

## Przygotowanie do zabiegu
Plastyka ud nie powinna być przeprowadzana bez wstępnej konsultacji lekarskiej, podczas której zebrany zostaje wywiad zdrowotny i omówiona procedura zabiegu. Lekarz powinien wykluczyć przeciwwskazania do zabiegu i zlecić odpowiednie badania laboratoryjne.
Do najczęściej wykonywanych badań można zaliczyć: morfologię krwi, ogólne badania moczu, glikemia na czczo, EKG z opisem, posiew z nosa i RTG klatki piersiowej. W uzasadnionych przypadkach, lekarz zleca dodatkowe badania laboratoryjne.
Typowymi przeciwwskazaniami są: niestabilne ciśnienie tętnicze, zaburzenia krzepliwości krwi, stany zapalne żył lub skóry, cukrzyca i  nadczynność tarczycy.
Gdy  wykluczone zostaną przeciwwskazania chirurg informuje jak przygotować się do zabiegu. Zaleca się na co najmniej 4 tygodnie przez zabiegiem odstawić palenie tytoniu oraz zaprzestać przyjmowania leków i suplementów diety mogących wpłynąć na nieprawidłową krzepliwość krwi. Najczęściej spotykanym farmakologicznym środkiem zaburzającym krzepliwość krwi jest aspiryna. Bezpośrednio po zabiegu pacjentka może wymagać nieznacznej pomocy osoby trzeciej.

## Przebieg zabiegu
Zabieg może być wykonywany zarówno w znieczuleniu ogólnym jak i miejscowym. Rodzaj zastosowanego znieczulenia omawiany jest przed zabiegiem. Po znieczuleniu chirurg wykonuje nacięcia. Najczęściej praktykowane jest nacięcie wzdłuż bocznego brzegu włosów łonowych, a następnie wzdłuż wewnętrznej strony uda. Wybór takiego nacięcia zapewnia brak widocznych blizn przy normalnym ułożeniu nóg. Długość nacięć mieści się w granicach od kilku do nawet dwudziestu centymetrów. Następnym krokiem jest odseparowanie nadmiaru tkanki tłuszczowej i skóry od reszty uda, które jest odpowiednio modelowane. Nadmiar skóry i tłuszczu jest usuwany, pozostałe tkanki ściągane są ku górze w kierunku środkowym. Chirurg napina poszczególne warstwy skóry przy użyciu szwów. Plastyka ud trwa od 2 do 3 godzin. Nadmiar krwi i osocza usuwany jest przy pomocy drenów. Zazwyczaj po kilku dniach ściągane są opatrunki i zastępowane bielizną uciskową.

## Rekonwalescencja po zabiegu
Przez kilka dni po zabiegu w ciele nadal tkwią dreny, które odprowadzają krew na zewnątrz. Obrzęki i zasinienia po zabiegu są czymś normalnym i z każdym kolejnym dniem ustępują. Przez najbliższe 30 dni zalecane jest noszenie specjalnej odzieży uciskowej. Dolegliwości bólowe towarzyszące w pierwszych dniach po zabiegu łagodzone są przy użyciu doustnych środków farmakologicznych. W pierwszym dniu po zabiegu zalecane są delikatne spacery, które skutecznie zmniejszają ryzyko wystąpienia zakrzepów krwi. Na tym etapie spacery nie powinny obejmować schodów. Po 7 do 10 dni ściągane są szwy. Do pełnej aktywności można powrócić po 3-4 tygodniach. Przez 1 miesiąc odradzane jest uprawianie sportów.

## Rezultat po zabiegu
Efekt zabiegu widoczny jest natychmiastowo, lecz ostateczny rezultat zabiegu może być widoczny dopiero po kilku miesiącach. Efekt po plastyce ud jest trwały, pod warunkiem, utrzymania stałej masy ciała. Skóra nadal będzie podlegać procesom starzenia.